# Jarl Emcken
Jarl Emcken (6. september 1920 - 10. maj 2000) var en dansk roer fra Lyngby.
Emcken var med i den danske otter ved OL 1948 i London. Børge Hougaard, Poul Korup, Holger Larsen, Ib Nielsen, Niels Rasmussen, Gerhardt Sørensen, Niels Wamberg og styrmand Charles Willumsen udgjorde resten af besætningen. Danskerne kom i 1. runde ind på sidstepladsen i et heat mod de senere sølv- og bronzevindere fra Storbritannien og Norge, og sluttede derefter på andenpladsen i et opsamlingsheat mod Schweiz og Frankrig. Det betød at danskerne ikke kvalificerede sig til semifinalen og dermed var ude af konkurrencen.
Emcken var også med til at vinde en EM-sølvmedalje i otter ved EM 1947 i Luzern.